# Face the Heat
| 전문가 평가                      | 전문가 평가 |
| 평가 점수                        | 평가 점수   |
| 출처                             | 점수        |
| -------------------------------- | ----------- |
| AllMusic                         | [ 1 ]       |
| Collector's Guide to Heavy Metal | 4/10        |
| Metal Hammer (GER)               | 6/7         |
| Rock Hard                        | 8.0/10      |

《Face the Heat》는 1993년 9월 21일에 독일의 하드 록 밴드 스콜피언스가 발매한 열두 번째 스튜디오 음반이다.
이 음반은 밴드와 고인이 된 브루스 페어번에 의해 제작되었고, 머큐리 레코드로 발매되었다. 이 음반은 독일의 재통일을 주제로 한 〈Alien Nation〉이라는 노래로 그들의 정치적 밴드로서의 위상을 알렸다. 이 음반은 당시 밴드가 2004년 《Unbreakable》에서 원래 스타일로 돌아오기 전에 현재의 트렌드를 따라가고 있었기 때문에 현대적인 느낌을 받았다. 이 음반은 드러머 헤르만 레어벨이 참여한 마지막 음반이며, 랄프 리커만이 베이스 기타를 연주한 첫 음반이다.
1994년 영화 《죽음의 땅》의 엔딩 크레딧에서 〈Under the Same Sun〉이 상영되었다.

## 배경 및 녹음
1993년 중반, 밴드는 캐나다 밴쿠버의 리틀 마운틴 사운드 스튜디오로 옮겨 캐나다의 프로듀서 브루스 페어번의 도움을 받아 새로운 프로듀싱을 녹음했다. 작곡 과정에는 〈No Pain No Gain〉, 〈Nightmare Avenue〉, 〈Somebody to Touch〉의 가사와 〈Under the Same Sun〉의 곡을 공동 작곡한 미국의 프로듀서 마크 허드슨이 참여했다. 한편, 베이시스트 랄프 리커만이 참여한 첫 번째 음반이자 드러머 헤르만 레어벨이 참여한 마지막 음반이다.

## 곡 목록
| #   | 제목                   | 작사·작곡                     | 재생 시간 |
| --- | ---------------------- | ----------------------------- | --------- |
| 1.  | 〈Alien Nation〉       | 루돌프 쉥커, 클라우스 마이네  | 5:44      |
| 2.  | 〈No Pain No Gain〉    | 쉥커, 마이네, 마크 허드슨     | 3:55      |
| 3.  | 〈Someone to Touch〉   | 쉥커, 마이네, 허드슨          | 4:28      |
| 4.  | 〈Under the Same Sun〉 | 마이네, 허드슨, 스콧 페어번   | 4:52      |
| 5.  | 〈Unholy Alliance〉    | 쉥커, 마이네                  | 5:16      |
| 6.  | 〈Woman〉              | 쉥커, 마이네                  | 5:56      |
| 7.  | 〈Hate to Be Nice〉    | 쉥커, 마이네                  | 3:30      |
| 8.  | 〈Taxman Woman〉       | 쉥커, 마이네                  | 4:30      |
| 9.  | 〈Ship of Fools〉      | 쉥커, 마이네                  | 4:15      |
| 10. | 〈Nightmare Avenue〉   | 마티아스 얍스, 마이네, 허드슨 | 3:54      |
| 11. | 〈Lonely Nights〉      | 쉥커, 마이네                  | 4:50      |

## 인증
| 국가                                                  | 인증 | 판매량/출하량 |
| ----------------------------------------------------- | ---- | ------------- |
| 프랑스 (SNEP)                                         | 골드 | 100,000*      |
| 독일                                                  | —    | 350,000       |
| 노르웨이 (IFPI 노르웨이)                              | 골드 | 25,000*       |
| 스위스 (IFPI 스위스)                                  | 골드 | 25,000^       |
| 미국                                                  | —    | 450,000       |
| 요약                                                  |      |               |
| 전 세계                                               | —    | 1,500,000     |
| *판매량을 기반으로 한 인증 ^출하량을 기반으로 한 인증 |      |               |